# ترنان
ترنان (به فرانسوی: Ternand) یک کامین (تقسیمات کشوری فرانسه) در فرانسه با جمعیت ۷۰۵ نفر است که در Canton of Le Bois-d'Oingt واقع شده‌است.